# Pluhův Žďár (zámek)
Zámek Pluhův Žďár je barokní zámek přestavěný v 17. století z původně renesanční tvrze. Nachází se v okrese Jindřichův Hradec v centru obce Pluhův Žďár (asi 10 km severozápadně od Jindřichova Hradce a 5 km severně od Kardašovy Řečice). Zámek je od roku 1963 kulturní památkou.

## Historie
První zmínka o obci je z roku 1267, kdy je doložen jako její majitel Oldřich Pluh z Rabštejna; až do 15. století byla vesnice ve vlastnictví tohoto rodu, podle kterého byla také nazvána. Majitelé se pak často změnili: na začátku 15. století to byl Chval ze Žďáru, v roce 1437 Albrecht Rút z Dírného, v roce 1457 bratři Prokop a Jan z Vojslavic. V roce 1549 byla majitelkou Míla z Broumovic, která v roce 1557 prodala tvrz, dvůr, pivovar a ves Dorotě Ostrovcové z Leskovce. Dalším z řady majitelů byl Jan Vrchotický z Loutkova, jehož rodu patřil Pluhův Žďár až do třicetileté války.
Přestože přesnější údaje o stavebním vývoji tvrze známy nejsou, lze předpokládat vznik jejího jádra v období pozdní gotiky a někdy v polovině 16. století pak renesanční přestavbu do podoby čtyřkřídlého objektu obklopeného příkopem.
V roce 1635 získal tvrz Jan Ekersdorf z Hlaváče, který začal s jejími barokními úpravami a přestavbou na zámek. V tom pak pokračoval Humprecht Černín z Chudenic, po jehož smrti se majitelé opět střídali. V letech 1717–1782 vlastnili statek se zámkem Deymové ze Stříteže, za nichž proběhla druhá vlna barokních úprav.
V roce 1793 koupil Pluhův Žďár kníže Jan Václav Paar a tento rod hospodařil na žďárském statku a v sousední Kardašově Řečici až do 20. let 20. století. V roce 1928 v rámci pozemkové reformy odkoupil od Paarů zámek v Pluhově Žďáru Bedřich Beneš (1875–1939), starší bratr pozdějšího prezidenta Edvarda Beneše.
Po roce 1948 byl Benešům zámek zabaven a obec jej potom využívala k bytovým účelům. Roku 1992 byl objekt restituován a postupně zrekonstruován.

## Popis
Zámek je čtyřkřídlá jednopatrová budova nepravidelného půdorysu s vnitřním dvorem. K hlavnímu vstupu na severní straně s průjezdem do nádvoří vede most se dvěma oblouky. Jednoduchý půlkruhový vstupní portál zdobí štuková edikula.
V nádvoří je na východní straně trojdílná arkáda, na jižní straně je pavlač spočívající na krakorcích. Na stěnách jsou zbytky psaníčkových sgrafit a nad průjezdem se dochovala barokní freska představující Nejsvětější Trojici, kterou vytvořil jindřichohradecký malíř František Resch v roce 1718.

## Další zajímavosti
V sousedství zámku je na západě kostel Narození Panny Marie vzniklý v letech 1717–1718 přístavbou k původní kapli. Severně od zámku jsou budovy bývalého hospodářského dvora (v nich byla zřízena restaurace a penzion). Asi 150 m jihovýchodně je památkově chráněná zděná patrová sýpka s volutovým štítem (č.p. 21).
3 km severně od Pluhova Žďáru je zámek Červená Lhota, 4 km severozápadně zámek Dírná.